# Kjeld Nyhuus Christensen
Kjeld Nyhuus Christensen (9. december 1942 – 25. december 2013 i Skanderborg) var en dansk borgmester.
Han blev uddannet lærer fra Gedved Seminarium 1965 og kom i 1966 til Skanderborg, hvor han fik arbejde på Morten Børup Skolen. Han var aktiv i Socialdemokratiet og blev i 1970 valgt til Skanderborg Byråd, hvor han var formand for Socialudvalget i 12 år. Pr. 1. januar 1986 blev han borgmester støttet af Det Radikale Venstre og Retsforbundet, men tabte posten ved valget i november 1989. Han fortsatte som byrådsmedlem til udgangen af 2001 og var samtidig lærer. I 26. oktober 2013 blev han æresmedlem af Socialdemokraterne. I sin tid som borgmester stod han for kommunens køb af Vestermølles jorder og blev kendt for den økonomiske Skanderborgmodel, som i januar 2009 blev optaget i Ugebrevet Mandag Morgens ledelseskanon som en bedrift inden for ledelse.
Han var aktiv i Sammenslutningen af Yngre Lærere og skrev bl.a. lærebøger.